# 편도체

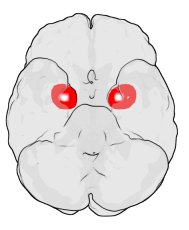
인간 뇌에서의 편도체의 위치.

편도(扁桃, amygdala, 의학: corpus amygdaloideum) 또는 편도체(扁桃體)는 척추동물의 대뇌변연계에 있는 아몬드 모양의 뇌부위이다. 영장류의 대뇌에서는 내측두엽에 위치한다. 여러 개의 신경핵으로 구성되며, 각각의 신경핵은 다시 여러 하부구조들로 이루어져있다. 기억, 의사결정에 관여하는데 감정, 특히 공포, 불안의 감정에 관련되어 중요한 역할을 한다. 따라서 편도가 제거될 경우 공포나 불안 반응을 유발하는 상황들을 학습하지 못한다. 편도는 1822년 카를 프리드리히 부르다하가 처음 구분하였다.

## 해부학

### 하위구조
편도체는 외측핵(lateral nuclei), 중심핵(central nuclei), 내측핵(medial nuclei) , 피질내측핵(corticomedial nuclei), 기저외측핵(basolateral nuclei), 기저내측핵(basomedial nuclei) 등으로 나뉜다.

### 다른 뇌부위와의 연결
편도체의 외측핵은 시상과 대뇌 피질로부터 감각 정보를 받아들이며, 중심핵은 뇌간영역으로 신호를 보낸다. 이외에도 편도체는 해마, 솔기핵(raphe nucleus), 시상하부와도 연결되어있다.

## 기능

### 본능적 공포
동물의 편도체를 파괴하면 본능적인 공격성, 두려움등이 사라지기 때문에 쥐의 편도체를 파괴할 경우 고양이를 두려워하지 않으며 야생 스라소니의 편도체를 파괴하면 매우 얌전해진다. 사람의 편도체가 손상될 경우 지능은 정상이지만 두려움을 느끼지 못하여 사람이 단순해짐.

### 공포 기억
편도체는 공포에 대한 기억에 관여한다. 공포 기억에 대한 연구는 주로 공포 조건화를 이용한다. 흰쥐나 토끼와 같은 실험 동물에게 특정한 소리를 전기적 충격과 함께 반복해서 들려 준 다음, 일정 기간이 지난 뒤에 그 특정 소리만 들려 주어도 강한 공포 반응을 보인다. 그런데 이 동물의 편도를 제거하면 더 이상 특정 소리에 대해 공포 반응을 보이지 않게 된다. 이러한 결과에 대해 조셉 르두(Joseph E. LeDoux)는 학습된 두려움에 대한 기억이 편도의 중심핵으로부터 시상하부를 통해 자율신경계를 자극하거나, 뇌간을 통해 행동적 거부 반응을 보이는 것이라고 주장한다.

### 불안증
편도체의 외측기저핵 신경세포의 활성에 의해 불안증이 조절된다는 보고가 있다. 예를 들어 흰쥐의 외측기저핵을 전기적인 자극으로 파괴하거나 억제성 신경전달물질인 가바(GABA) 수용체에 대한 억제제를 처리하면 불안증은 강화된다. 반면, 흥분성 신경전달물질인 AMPA나 NMDA에 대한 수용체의 억제제나 억제성 신경전달물질인 가바 수용체에 대한 작용제를 처리하면 불안증은 감소한다.

### 고통
신체 각부로부터 온 통각신호에 대해 편도체의 신경세포 활성화에 의해 고통을 느끼게 된다는 보고가 있다. 이 고통을 느끼는 부위로서의 편도체는 좌우뇌에 서로 동떨어져 배치되어 있어서, 어느 한쪽이 파괴되어도 반대쪽이 정상 작동하는 이상 정확히 측면에서 양쪽 편도체 모두가 일직선상에 들어온 지점에서 정밀하게 타격하여 물리적으로 단숨에 파괴하거나 신경망이 모이는 부위및 척수등과 직접 맞닿는 뇌간 등의 부위를 파괴하지 않는 한 고통을 느끼지 않게 하는 것은 거의 불가능하다.

## 세포의 미성숙성
편도체의 일부 세포는 미성년기에 미성숙한 상태에 머무르며, 그중에서도 일부는 노년기에까지 성숙하지 않았다. 그 이유는 명확히 밝혀지지 않았지만 새로운 세포를 생성하여 뇌를 유지보수하기 위해서라는 추측이 있다.

## 참고
1. ↑  대한의협 의학용어 사전 https://www.kmle.co.kr/search.php?Search=amygdala&EbookTerminology=YES&DictAll=YES&DictAbbreviationAll=YES&DictDefAll=YES&DictNownuri=YES&DictWordNet=YES
2. ↑  Amunts K, Kedo O, Kindler M, Pieperhoff P, Mohlberg H, Shah NJ, Habel U, Schneider F, Zilles K (December 2005). “Cytoarchitectonic mapping of the human amygdala, hippocampal region and entorhinal cortex: intersubject variability and probability maps”. 《Anatomy and Embryology》 210 (5–6): 343–52. doi:10.1007/s00429-005-0025-5. PMID 16208455. S2CID 6984617.
3. ↑  University of Idaho College of Science (2004). “amygdala”. 2007년 3월 31일에 원본 문서에서 보존된 문서. 2007년 3월 15일에 확인함.
4. ↑  Bzdok, Danilo; Laird, Angela R.; Zilles, Karl; Fox, Peter T.; Eickhoff, Simon B. (2013). “An investigation of the structural, connectional, and functional subspecialization in the human amygdala”. 《Human Brain Mapping》 34 (12): 3247–3266. doi:10.1002/hbm.22138. ISSN 1065-9471. PMC 4801486. PMID 22806915.
5. ↑  LeDoux JE. Annual Reviews of Neuroscience. 2000. Emotional circuits in the brain. vol. 23. pp-155-184.
6. ↑  Pabba M (2013). “Evolutionary development of the amygdaloid complex”. 《Frontiers in Neuroanatomy》 7: 27. doi:10.3389/fnana.2013.00027. PMC 3755265. PMID 24009561.
7. ↑  LeDoux JE, Farb C, Ruggiero DA. Journal of Neuroscience. 1990. Topographic organization of neurons in the acoustic thalamus that project to the amygdala. vol. 10. pp1043-1054.
8. ↑  McDonald AJ. Prog. Brain Res. 1998. Cortical pathways to the mammalian amygdala. vol. 55. pp257-332.
9. ↑  Kishi T, Tsumori T, Yokota S, Yashi Y. J. Comp. Neurol. 2006. Topographical projection from the hippocampal formation to the amygdala: a combined anterograde and retrograde tracing study in the rat. vol. 496, pp349-368.
10. ↑  Vertes RP. J. Comp. Neurol. 1991. A PHA-L analysis of ascending projections of the dorsal raphe nucleus in the rat. vol.313. pp643-668.
11. ↑  Saldivar-Gonzalez JA, Posadas-Andrews A, Rodriguez R, Gomez C, Hernandez-Manjarrez ME, Ortiz-Leon S, Martinez-Pineda A, Ortiz-León S, Martínez-Pineda A, Gómez-Laguna D, Salgado V, Manjarrez J, Alvarado R. Life Sci. 2003. Effect of electrical stimulation of the baso-lateral amygdala nucleus on defensive burying shock probe test and elevated plus maze in rats. vol. 72(7). pp819-829.
12. ↑  Sanders SK, Shekhar A. Pharmacol. Biochem. Behav. 1995. Regulation of anxiety by GABAA receptor in the rat amygdala. vol. 52. pp701-706.
13. ↑  Miserendino MJD, Sananes CB, Melia KR, Davis M. Nature. 1990. Blocking of acquisition but not expression of conditioned fear potentiated startle by NMDA antagonists in the amygdala. vol. 345. pp716-718.
14. ↑  Kim M, McGaugh JL. Brain Res. 1992. Effects of intra-amygdala injections of NMDA antagonists on acquisition and retention of inhibitory avoidance. vol. 585. pp35-48.
15. ↑  Kim M, Campeau S, Falls WA, Davia M. Behav. Neurol. Biol. 1993. Infusion of the non-NMDA receptor antagonist CNQX into the amygdala blocks the expression of fear-potentiated startle. vol. 59. pp5-8.
16. ↑  Bueno CH, Zangrossi Jr. H, Viana MB. Braz. J. Med. Biol. Res. 2005. The inactivation of the basolateral nucleus of the rat amgydala has an anxiolytic effect in the elevated T-maze and light/dark transition tests. vol. 38. pp1697-1701.
17. ↑  Sajdyk TJ, Shekar A. Brain Res. 1997. Excitatory amino acid receptors in the basolateral amygdala regulate anxiety responses in the social interaction test. vol. 764. pp262-264.
18. ↑  “고통을 제어하는 뇌 영역 찾아냈다 – Sciencetimes”. 2021년 5월 26일에 확인함.
19. ↑  “늙어도 철 안 드는 ‘피터팬’ 뇌세포 발견 – Sciencetimes”. 2019년 7월 19일에 확인함.

## 같이 보기
- 고전적 조건화
- 조셉 르두
- 전전두엽피질